# Bandits de Heishan
Els bandits de Heishan o els bandits de la Muntanya Negra (xinès tradicional: 黑山賊, xinès simplificat: 黑山賊, pinyin: Hēishān zéi) van ser una confederació de bandits en la serralada de la Muntanya Taihang durant els últims anys de la Dinastia Han Oriental de la història xinesa. Van tenir un paper important en les lluites intestines que van seguir la caiguda de la Dinastia Han en el caos, i, finalment, es van rendir al senyor de la guerra Cao Cao.